# Hec Leemans
Pour les articles homonymes, voir Leemans.
Hec Leemans, né le 28 janvier 1950 à Tamise (province de Flandre-Orientale), est un auteur de bande dessinée belge néerlandophone. Actif depuis 1969, ce dessinateur humoristique au style franco-belge est notamment connu pour ses séries Bakelandt (qui lui a valu le premier Adhémar de bronze en 1977), Circus Maximus et FC De Kampioenen (nl).

## Biographie
Hector Leemans naît le 28 janvier 1950 à Tamise dans la province de Flandre-Orientale. Il suit une formation de peinture et dessin à l'Académie des beaux-arts de Termonde. Il débute à l'âge de 19 ans la série Brian Howell sur un scénario de Sylvain Polfliet dans le quotidien flamand Het Volk. Pendant son service militaire, en 1972, il anime Jager Janssens en succédant à Merho dans la revue militaire Shako. La première bande dessinée personnelle de Leemans est une série de gags Circus Maximus, commencée en 1975. Ces bandes dessinées sont publiées dans le magazine néerlandais Eppo (1977). 
En décembre 1976, la signature de l'Anversois Hec Leemans apparaît dans Tintin avec un récit complet contant la mésaventure d'un cow-boy. Pendant une année, Hec Leemans et Raoul Cauvin publient une douzaine de récits de la série Circus Maximus dans laquelle ils explorent les arcanes d'un drôle de cirque pour Robbedoes (le pendant néerlandophone du Journal de Spirou) du no 2388 du 9 janvier 1984 au no 2442 du 29 janvier 1985. Par la suite, Leemans reste seul à faire vivre cette série dans l'hebdomadaire Suske en Wiske.
Dès 1977, sa carrière est couronnée du prix Adhémar de bronze, le prix le plus prestigieux en Flandre. Hec Leemans tire essentiellement sa notoriété en francophonie de la série de bande dessinée Bakelandt. La première parution de cette série réaliste date du 20 octobre 1975 dans les journaux Het Laatste Nieuws et De Nieuwe Gazet. Daniël Jansens en est le scénariste, mais après la mort de ce dernier, Leemans écrit également les scénarios. Cette série narre les aventures d'insoumis sous le Premier Empire, elle est traduite en français et publiée par Ansaldi (6 albums, 1986-1987) avant d'être renommée sous un nom à consonance française Jean Gaillard publiée par Standaard (4 albums, 1992-1993). Entre 1988 et 1992, Hec Leemans, Jacques Bakker et Marck Meul écrivent de nouveaux scénarios pour la série Briochon de Jean-Pol qui ne sont pas traduits en français. 
Leemans commence une collaboration avec le dessinateur Dirk Stallaert dont il lui écrit les scénarios de la série jeunesse Nino prépubliée dans Hello Bédé pour les deux premières aventures et publiées chez Le Lombard (3 albums, 1990-1995) et réunies en intégrale chez Cerises & Coquelicots en 2019,. Les auteurs adoptent, pour cette série, la ligne claire estimant qu'une histoire simple nécessite un graphisme simple. Le deuxième titre de la série La Princesse de Manhattan reçoit en 1992, le prix du meilleur album décerné par la section néerlandophone de la Chambre belge des experts en bande dessinée et fait l'objet d'une édition publicitaire pour le groupe pétrolier Fina. En 1990, il publie Kowalsky, une série réaliste dont le héros est un fugitif poursuivi par un agent du FBI, deux albums sont édités par Standaard (1990-1991). En février 2000, La Poste belge émet un timbre commémorant le 500e anniversaire de Charles Quint dessiné par Hec Leemans dans le cadre de son émission annuelle Philatélie de la Jeunesse.
Le 14 juillet 2002, La Poste belge émet cette fois, un timbre Jean Gaillard dessiné par Hec Leemans dans le cadre de son émission annuelle Philatélie de la Jeunesse, un album titré Hec Leemans en recommandé est édité communément avec le Centre belge de la bande dessinée. Le même été, l'auteur se voit discerner le Crayon d'or au Festival BD de Middelkerke pour Bakelandt.
Bien qu'éminemment populaire en Flandre avec sa série F.C. de Kampioenen,, le reste de son œuvre ne dépasse pas les limites de sa région.
Par ailleurs, Hec Leemans est très impliqué dans la vie associative de la bande dessinée en Belgique notamment comme administrateur du Centre belge de la bande dessinée.
En 2020, il fête un double anniversaire ses 70 ans et ses 50 ans de carrière, il compte 250 albums publiés et 15 millions d'albums vendus.
Selon Patrick Gaumer, son style rapide et efficace fait de cet auteur prolifique, l'un des principaux créateurs flamands.

### Hommages
En 1990, il rend un hommage graphique à François Walthéry dans le livre hommage collectif Natacha. Spécial 20 Ans (Marsu Productions, 1990). En 1993, il a été l'un des nombreux lauréats de l'Adhémar de bronze à rendre un hommage graphique à Marc Sleen dans le livre Marc Sleen. Een uitgave van de Bronzen Adhemar Stichting (1993). Il rend à nouveau hommage à Sleen dans Marc Sleen 80. De enige echte (2002) et Marc Sleen 90. Liber Amicorum (2012). Leemans a en outre rendu hommage à Bob et Bobette de Willy Vandersteen dans Suske en Wiske 60 Jaar ! (2005), qui a célébré le 60e anniversaire de la franchise. Enfin, il rend hommage à Pom dans l'album hommage collectif Kroepie en Boelie Boemboem. Avontuur In De 21ste Eeuw (2010).

## Publications

### En français

#### One shots
- Charles Quint - Le Dernier Bourguignon[26], CBBD - La Poste belge coll. « Philabédé », février 2000
Scénario et dessin : Hec Leemans - Couleurs : quadrichromie - (ISBN 2-930196-12-2)Cet album est édité à l'occasion du 500e anniversaire de la naissance de Charles Quint. Il contient une histoire complète, inédite en album, de Hec Leemans. Tirage limité de 1775 exemplaires numérotés. Revêtu des deux timbres et un feuillet. Format A5, la traduction est de Thierry Martens
- Hec Leemans - En recommandé[27], CBBD - La Poste belge coll. « Philabédé », 3e trimestre 2002
Scénario et dessin : Hec Leemans - Couleurs : quadrichromie - (ISBN 2-930196-28-9).

#### Collectifs
- Natacha - Spécial 20e anniversaire - Nostalgia, Marsu Productions, Monaco, février 1990
Scénario : collectif - Dessin : collectif dont Hec Leemans - Couleurs : quadrichromie -  (ISBN 2-907159-04-6),Participation : Hommage à Walthéry.
- Téléthon[28], Le Lombard, Bruxelles, juin 1990
Scénario et couleurs : collectif - Dessin : collectif dont Hec Leemans -  (ISBN 2-8036-0894-4)
- Flash Back[29], Comic! Events, août 1995
Scénario : collectif - Dessin : collectif dont Leemans - Couleurs : Noir et blanc,Ce Flash Back a été réalisé en collaboration avec Bédéciné Illzach et édité à l'occasion du 10e festival BD Coxyde (15 juillet au 6 août 1995) à 1 500 exemplaires numérotés à la main. Rares textes et titres des séries en deux langues : français et flamand. D/1995/6941/06. Format à l'italienne.
- Vesparadise, BD Lire Éditions, février 2014
Scénario : collectif - Dessin : collectif dont Leemans - Couleurs : quadrichromie - Tirage limité à 300 ex..
- 2. Sortilège II, BD Fly, janvier 2013
Scénario : Bruno Di Sano - Dessin : collectif dont Hec Leemans - Couleurs : Alain AudryTirage limité à 400 ex.
- Vesparadise, BD Lire Éditions, février 2014
Scénario : collectif - Dessin : collectif dont Hec Leemans - Couleurs : quadrichromieTirage limité à 300 ex.
- Carte blanche[30] (Wonderland Productions, 2016).
- Sortilège - Intégrale[31], C.M. éditions, 16 juin 2022
Scénario : Bruno Di Sano, Daniel Bardet, Christian Mathoul - Dessin : collectif dont Bruno Di Sano - Couleurs : Laurent Carpentier, Louis-Michel Carpentier, Alain Audry -  (ISBN 978-2-9602788-1-1),Couverture : Daniel Desorgher, Stéphane Dizier. Storyboard : Bruno Gilson. Avec Jo-El Azara, Francis Carin, Jean-Pol, Hec Leemans, Wim Swerts, André Taymans, Yannick Thiel.

### Expositions

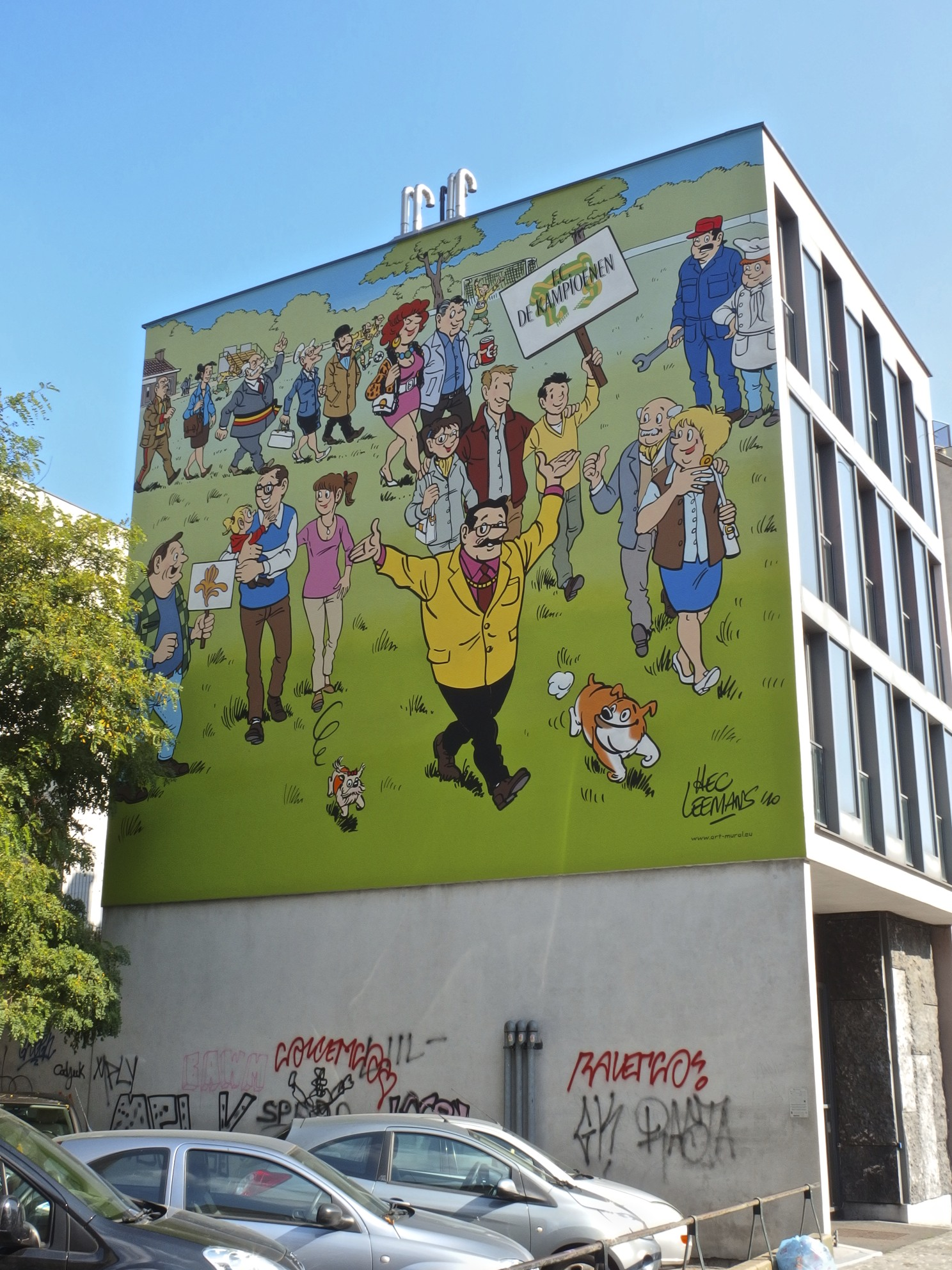
Fresque murale F.C. De Kampioenen

- Hec Leemans par Hec Leemans, Centre belge de la bande dessinée, Bruxelles du 8 décembre 2009 au 21 février 2010[19].

### Collections publiques
53 œuvres de cet artiste sont conservées au Centre belge de la bande dessinée et font partie du patrimoine mobilier de la région Bruxelles-Capitale.

## Prix et distinctions
- 1977 :  Adhémar de bronze[5] avec Daniël Jansens pour Bakelandt ;
- 1992 :  prix de la meilleure bande dessinée flamande décerné par le BKES et le centre flamand de la bande dessinée[33] pour La Princesse de Manhattan ;
- 2000 :  Prix Rookie au Festival de bande dessinée de Middelkerke à Middelkerke pour Bakelandt[16] ;
- 2002 :  Crayon d'or au Festival BD de Middelkerke pour Bakelandt[16] ;
- 2012 :  Prix de la mer du Nord, Festival de bande dessinée de Knokke-Heist (nl) à Knokke-Heist[34].

## Postérité
Le 17 mai 2011, est inauguré la fresque murale FC De Kampioenen au 27 rue du Canal à Bruxelles, dans le cadre du parcours BD de Bruxelles. On déplore que le mur a été détruit en 2017 de par la construction d'un nouveau bâtiment.

#### Livres
: document utilisé comme source pour la rédaction de cet article.
- Danny De Laet et Yves Varende, Au-delà du septième art : histoire de la bande dessinée belge, Bruxelles, Ministère des Affaires étrangères, du Commerce extérieur et de la Coopération au développement, coll. « Chroniques belges » (no 322), 1979, 302 p., ill. ; 22 cm (OCLC 301693218, lire en ligne).
- Henri Filippini, Dictionnaire de la bande dessinée, Paris, Bordas, 1989, 731 p., ill. ; 27 cm (ISBN 2-04-018455-4, OCLC 1244909550, BNF 35065653, présentation en ligne), p. 41.
- Jean-Louis Lechat, Un demi-siècle d’aventures t. 2 : 1970 - 1996, Bruxelles, Le Lombard, 5 décembre 1996, 224 p., ill. ; 31 cm (ISBN 280361233X, OCLC 37995939, BNF 37539082, présentation en ligne), p. 53, 159. .
- Patrick Gaumer, « Leemans, Hec », dans Dictionnaire mondial de la BD, Paris, Larousse, 2010, 953 p., ill. ; 27 cm (ISBN 978-2-0358-4331-9 et 2-0358-4331-6, OCLC 920924930, présentation en ligne), p. 514-515. .
- (nl) Jan Hoet et Dany Vandenbossche, « Hec Leemans », dans De wereld van de strips in originelen [« Le Monde de la bande dessinée en originaux »], Bruxelles, Vlaams Parlement, 2013, 68 p., PDF (OCLC 901366732, lire en ligne), p. 24.
- Philippe Mellot, Michel Denni, Laurent Turpin et Isabelle Morzadec, Trésors de la bande dessinée : BDM 2021-2022 - Catalogue encyclopédique et Argus, Paris, Les Arènes, novembre 2020, 22e éd., 1700 p., ill. ; 23 cm (ISBN 9791037502582, OCLC 1240308146, présentation en ligne), p. 103, 229, 631, 796. .

### Podcasts
- Interview Hec Leemans, émission Eclectrique présentée par Romain Pierre Giergen sur Mixcloud, 2019, (27 min 17 s).